# Município de Pitt (condado de Wyandot, Ohio)
O município de Pitt (em inglês: Pitt Township) é um município localizado no condado de Wyandot no estado estadounidense de Ohio. No ano de 2010 tinha uma população de 1.012 habitantes e uma densidade populacional de 9,88 pessoas por km².

## Geografia
O município de Pitt encontra-se localizado nas coordenadas 40° 44′ 49″ N, 83° 14′ 57″ O. Segundo a Departamento do Censo dos Estados Unidos, o município tem uma superfície total de 102.44 km², da qual 102,15 km² correspondem a terra firme e (0,28 %) 0,28 km² é água.

## Demografia
Segundo o censo de 2010, tinha 1.012 habitantes residindo no município de Pitt. A densidade populacional era de 9,88 hab./km². Dos 1.012 habitantes, o município de Pitt estava composto pelo 97,63 % brancos, o 0,69 % eram afroamericanos, o 0,1 % eram amerindios, o 0,1 % eram asiáticos, o 0,4 % eram de outras raças e o 1,09 % eram de uma mistura de raças. Do total da população o 1,58 % eram hispanos ou latinos de qualquer raça.